# Самудинов, Токтосун
Токтосун Самудинов (род. 5 сентября 1941, село Саз Сокулукского района) — киргизский поэт, детский писатель, редактор. Народный поэт Кыргызской Республики (13 февраля 2007 г.).

## Биография
Родился в семье служащего. Его отец, Самудин Керимов, до начала Великой Отечественной войны работал судьей в районе, ушел на фронт и погиб в январе 1945 года. Токтосун воспитывался матерью.
В 1958 году окончил среднюю школу и продолжил обучение в Кыргызском государственном университете по специальности журналистика. В 1963 году, после окончания вуза, начал работать по профессии. Удостоен ряда государственных наград и званий. С самого первого номера в течение 47 лет возглавлял детский журнал «Байчечекей». Отец 1 дочери и 4 сыновей. В настоящее время находится на пенсии.

## Трудовая деятельность
- 01.10.1963 – 12.02.1966 – старший редактор в редакционно-издательском отделе Республиканской библиотеки им. Н.Г. Чернышевского.
- 12.03.1966 – 01.06.1968 – редактор на Кыргызском телевидении.
- 03.06.1968 – 16.12.1976 – старший литературный сотрудник, заведующий отделом, заместитель редактора газеты «Ленинчил жаш».
- 16.12.1976 – 2025 – главный редактор детского журнала «Байчечекей».
- В настоящее время – на пенсии.

## Книги
На кыргызском языке:
- «ТООЛОР ГАНА КӨРУШПӨЙТ» (Стихи). Фрунзе, изд. «Кыргызстан», 1971.
- «САЛАМ КАТ» (Стихи). Фрунзе, изд. «Мектеп», 1974.
- «АТ ЧАБЫШ» (Стихи). Фрунзе, изд. «Мектеп», 1976.
- «МЭЭР ЧӨП» (Стихи, поэмы). Фрунзе, изд. «Мектеп», 1979.
- «АЛТЫН СЫРГА» (Стихи, легенды, пародии). Фрунзе, изд. «Кыргызстан», 1981.
- «ЖАШЫНМАК» (Стихи). Фрунзе, изд. «Кыргызстан», 1984.
- «БЕШИК ЫРЫ» (Стихи, пародии). Фрунзе, изд. «Кыргызстан», 1986.
- «КОЛ ЧАТЫР» (Стихи). Фрунзе, изд. «Адабият», 1989.
- «ЧАҢ БАСПАСЫН СӨЗДӨРДҮ» (Поэтический словарь). Бишкек, изд. «Адабият», 1991.
- «СҮЗӨНӨӨК ЫРЛАР ЖЕ 101 ПАРОДИЯ». Бишкек, изд. «Кыргызстан», 1998.
- «ТАНДАМАЛ» (Избранное: стихи, пародии, детские стихи). Бишкек, 2003.
- «ЭПИГРАММЫ, ПАРОДИИ». Бишкек, 2008.
- «ЧАҢ БАСПАСЫН СӨЗДӨРДҮ» (Стихи). Бишкек, 2016.
- «АЙТЫЛБАЙ ТУРГАН СӨЗ ЭЛЕ...» (Стихи, пародии). Бишкек, 2016.
- «АР БАКЧАДАН БИРДЕН ГҮЛ» (Стихи). Бишкек, 2017.

На русском языке:
- «ДОЛГ» (Стихотворения). Фрунзе, изд. «Мектеп», 1982.
- Стихотворения, публицистика. Бишкек, 2021.

НАГРАДЫ И ЗВАНИЯ
- Грамота Верховного Совета Киргизской ССР (21 декабря 1972 г.).
- Почетная грамота Верховного Совета Киргизской ССР (2 декабря 1976 г.).
- Грамота Верховного Совета Киргизской ССР (17 декабря 1981 г.).
- Член Союза писателей СССР
- Член Союза писателей Кыргызской Республики
- Звание «Заслуженный деятель культуры Кыргызской Республики» (4 ноября 1994 г.).
- Медаль «Даңк» (22 ноября 2004 г.).
- Лауреат литературной премии имени Алыкула Осмонова (1992 г.).
- Лауреат литературной премии имени Тоголока Молдо (1997 г.).